# 掃除衛星
掃除衛星とは軌道上のスペースデブリを除去するための人工衛星。

## 概要
近年、軌道上のスペースデブリの増加に伴い、ケスラーシンドロームの懸念が増えつつある。低軌道であれば大気との摩擦により落下が期待できるが、太陽同期軌道のような高度では落下に時間がかかるため、スペースデブリの増加量が減少量を上回ることが予想されるため、スペースデブリに導電性テザーを取り付け、ローレンツ力によりデブリの速度を低下、落下させるテザー推進などの手法を用いて不要になった人工衛星の落下を早めることが検討される。